# João José Barbosa Marreca
João José Barbosa Marreca, filho de José Francisco Barbosa Pereira, natural de Vila Nova de Cerveira, bacharel formado em teologia na Universidade de Coimbra(1822-1827), foi governador civil de Viana do Castelo (17.12.1836 - 03.01.1838), Cavaleiro da Ordem de Nossa Senhora da Conceição de Vila Viçosa (30.12.1836), bibliotecário-mor conservador, chefe da Repartição dos Impressos da Biblioteca Nacional de Lisboa (5.02.1853 - 1862), perito paleógrafo (7.03.1853) e escritor.
Morreu em 15 de Julho de 1862.
Era um grande admirador de João Evangelista de Morais Sarmento, tanto que publicou uma poesia, em 1847, na Revista Universal Lisbonense, sobre a  "feliz gravidação" da rainha D. Carlota Joaquina.
Em 28 de Julho de 1861 seria uma das quarenta personalidades eleitas para a primeira Comissão Central do Primeiro de Dezembro de 1640, em Lisboa, que mais tarde daria origem à Sociedade Histórica da Independência de Portugal.
Dá ideia que não estaria bem com a Igreja católica pois só no ano seguinte à sua morte, a 7 de Junho de 1663, é que foram baptizados em Lisboa, dois dos seus filhos: Maria Augusta nascida em 12 de Janeiro de 1843 e seu homónimo João José Barbosa Marreca em 5 de Fevereiro de 1846